# Sofie Junge Pedersen
 (juillet 2023).
Le contenu est difficilement compréhensible vu les erreurs de traduction, qui sont peut-être dues à l'utilisation d'un logiciel de traduction automatique.
Sofie Junge Pedersen (née le 24 avril 1992 à Aarhus) est une footballeuse internationale danoise. Elle joue comme milieu de terrain à l'Inter Milan en championnat d'Italie et en équipe nationale danoise.

## Carrière en club
Junge Pedersen joue à l'IK Skovbakken jusqu'en 2011. Elle signe alors au Fortuna Hjørring, où elle a notamment pour jeune coéquipière Pernille Harder, élue meilleure joueuse d'Europe en 2018 et 2020.
En 2015, Junge Pedersen signe au FC Rosengård, après avoir affronté le club suédois en Ligue des champions. Elle y est victime en 2016 d'une grave blessure à la tête qui l'empêche de jouer en 2016. En 2017, en fin de contrat, elle part en Espagne, porter les couleurs de Levante UD, puis elle retourne en Suède l'année suivante, au Vittsjö GIK. 
En décembre 2018, Junge signe à la Juventus de Turin en Italie, avec qui elle remporte le championnat d'Italie en 2020, 2021 et 2022.

## Carrière internationale
Junge Pedersen participe à la première Coupe du Monde féminine des moins de 17 ans en 2008 en Nouvelle-Zélande avec le Danemark, qui s'incline en quart de finale.
En décembre 2011, elle fait ses débuts en équipe nationale contre le Chili à São Paulo. Elle est sélectionnée par l'entraîneur Kenneth Heiner-Møller pour l'Euro féminin en 2013, puis par Nils Nielsen pour l'Euro 2017. Remplaçante en début de compétition, elle dispute finalement la demi-finale et la finale perdue contre les Pays-Bas à la suite de la blessure de Line Sigvardsen Jensen.
En novembre 2023, elle compte 88 sélections avec le Danemark.

## Vie privée
En plus d'être joueuse de football, Junge Pedersen est une personnalité engagée à gauche. En parallèle de sa carrière et de ses études universitaires, elle entreprend notamment des actions caritatives et de développement en Afrique.

## Palmarès
Fortuna Hjørring
- Championnat du Danemark : 2013-2014

FC Rosengård
- Championnat de Suède : 2015

Juventus
- Championnat d'Italie : 2019-2020, 2020-2021, 2021-2022
- Coupe d'Italie : 2022
- Supercoupe d'Italie : 2019, 2021, 2022